# Bižbuljakskij rajon
Il Bižbuljakskij rajon (in russo Бижбулякский район?) è un municipal'nyj rajon della Repubblica della Baschiria, nella Russia europea.